# Каталан (Гояс)
Каталан (порт. Catalão) — невелике місто і муніципалітет на півдні бразильського штату Гояс. Економіка муніципалітету заснована на вирощуванні зерна, тваринництві та добутку фосфатів. Тут розташовані кілька промислових підприємств, такі як фабрики компаній John Deere і Mitsubishi.
| Бразилія | Це незавершена стаття з географії Бразилії. Ви можете допомогти проєкту, виправивши або дописавши її. |